# Cantone di La Vallée de l'Arros et des Baïses
Il Cantone di La Vallée de l'Arros et des Baïses è una divisione amministrativa dell'arrondissement di Bagnères-de-Bigorre e dell'arrondissement di Tarbes.
È stato costituito a seguito della riforma approvata con decreto del 25 febbraio 2014, che ha avuto attuazione dopo le elezioni dipartimentali del 2015.

## Composizione
Comprende i seguenti 71 comuni:
- Argelès-Bagnères
- Arrodets
- Artiguemy
- Asque
- Banios
- Barbazan-Dessus
- Batsère
- Bégole
- Benqué
- Bernadets-Dessus
- Bettes
- Bonnemazon
- Bonrepos
- Bordes
- Bourg-de-Bigorre
- Bulan
- Burg
- Caharet
- Calavanté
- Castelbajac
- Castéra-Lanusse
- Castillon
- Chelle-Spou
- Cieutat
- Clarac
- Esconnets
- Escots
- Espèche
- Espieilh
- Fréchendets
- Fréchou-Fréchet
- Galan
- Galez
- Goudon
- Gourgue
- Hauban
- Hitte
- Houeydets
- Lanespède
- Lespouey
- Lhez
- Libaros
- Lies
- Lomné
- Luc
- Lutilhous
- Marsas
- Mascaras
- Mauvezin
- Mérilheu
- Molère
- Montastruc
- Moulédous
- Oléac-Dessus
- Orieux
- Orignac
- Oueilloux
- Ozon
- Péré
- Peyraube
- Poumarous
- Recurt
- Ricaud
- Sabarros
- Sarlabous
- Sentous
- Sinzos
- Tilhouse
- Tournay
- Tournous-Devant
- Uzer